# Двинская губа
Дви́нская губа́ (устар. Арха́нгельская губа́) — один из четырёх крупнейших заливов Белого моря, наряду с Мезенской губой, Онежской губой и Кандалакшским заливом. Расположена в юго-восточной части Белого моря, на территории Архангельской области.
Длина 93 км, ширина у входа 130 км. Глубина до 120 м. Из больших рек в залив впадает Северная Двина, а также средние и малые реки: Солза, Сярта, Яреньга, Чукча, Сюзьма, Большая Режма, Нёнокса, Мудьюга, Кадь, Куя, Софьина и другие. К востоку от острова Мудьюгский (Мудьюг) находится обширное обсыхающее мелководье — губа Сухое Море, к западу от острова находится мелководный Берёзовый бар, через который пролегает Входной фарватер.
Глубина 15-22 метра, максимальная в северо-западной части — 120 метров. В летнее время вода в заливе прогревается до + 12 °C, это наиболее тёплая часть Белого моря после Онежской губы, в зимнее время вода в заливе замерзает. На побережье Двинской губы расположены портовые города Архангельск и Северодвинск.
Губа разделяет Зимний и Летний берега Белого моря.

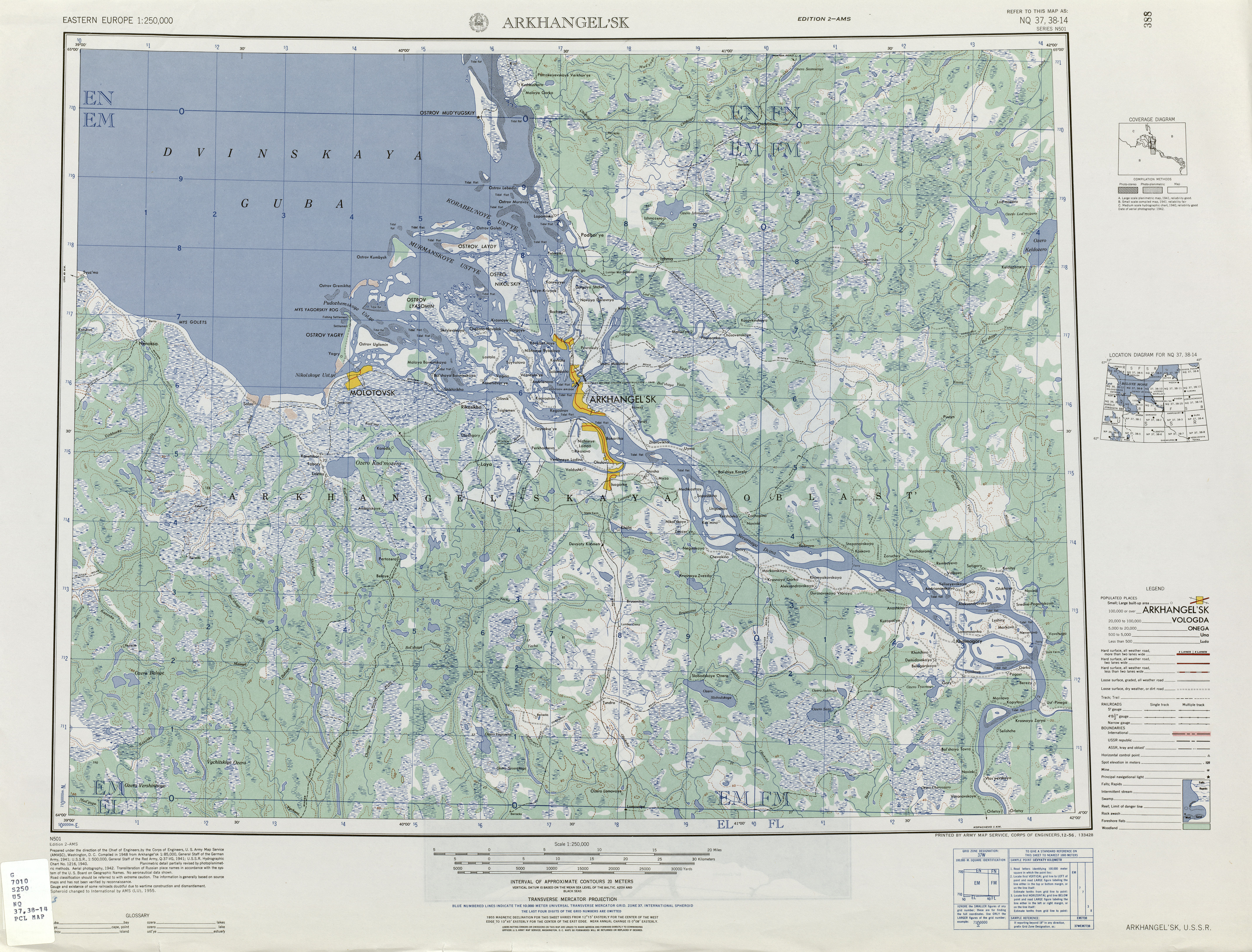
Лист NQ 37-14, из набора карт Восточной Европы Картографической военной службы США Серия 501. 1954. Масштаб 1:250 000
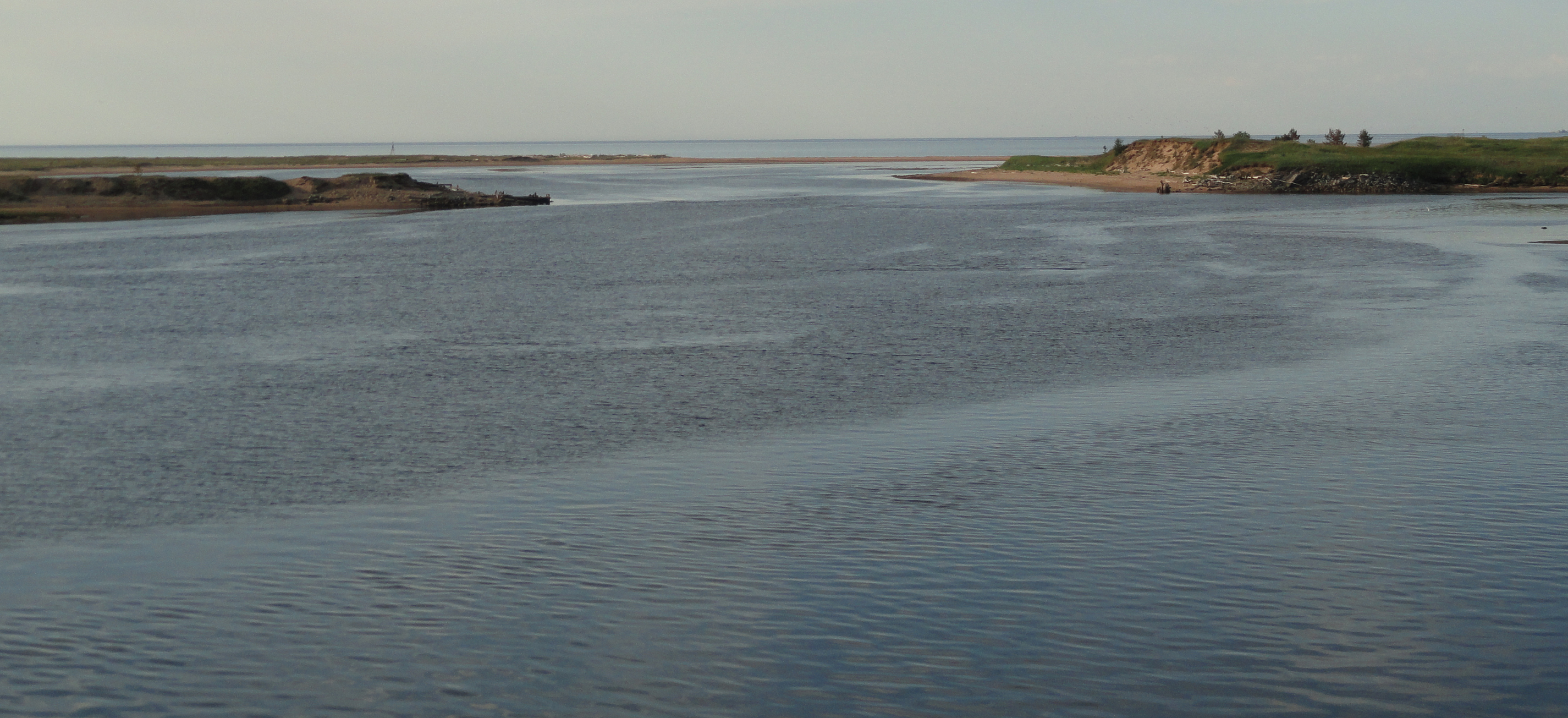
Река Солза в месте впадения в Двинскую губу Белого моря